# Georg C.C.W. Prahl
Georg Carl Christian Wedel Prahl (født 28. september 1798 nær Grimstad, død 29. marts 1883) var en norsk officer og industrimand. 
Prahl blev 1816 officer, 1843 kompagnichef i Bergenske brigade og tog afsked 1878. Han var meget virksom på forskellige industrielle områder (bogtrykkeri, jernstøberi m. m.), til dels som den første i Bergen på disse felter, men er navnlig bekendt ved det af ham 1827 i Bergen oprettede stentrykkeri, det første i denne by og tillige et af de første i Norge, og som han i en længere årrække ledede med assistance af flere udmærkede litografer, som Henrik Bucher, J.L. Losting og flere. 
Fra dette officin er udkommet flere værker, som for sin tid var av værdi; foruden enkelte generalkort over Norge, kystkort, musikalier og så videre vandt hans Norsk Skole atlas (1836) stor anerkendelse og udbredelse, ligesom hans Godtkøbsatlas (1859, nyt opl. 1874). En stor mængde prospekter, portrætter og navnlig Samling af Norges mest ejendommelige Bondedragter (1827—30), der nu komplet hører til de større sjældenheder, har en ikke ringe kulturhistorisk interesse.